# False Gods (film 1914)
False Gods è un cortometraggio muto del 1914 scritto e diretto da Thomas Ricketts.

## Produzione
Il film - che fu girato con il titolo di lavorazione The Senator from the West - fu prodotto dalla American Film Manufacturing Company.

## Distribuzione
Distribuito dalla Mutual Film, il film - un cortometraggio in due bobine - uscì nelle sale cinematografiche USA il 17 agosto 1914.